# Сан Лоренцо (Алесандрија)
Сан Лоренцо је насеље у Италији у округу Алесандрија, региону Пијемонт.
Према процени из 2011. у насељу је живело 78 становника. Насеље се налази на надморској висини од 260 м.